# Ylä-Leppälampi och Ala-Leppälampi
Ylä-Leppälampi och Ala-Leppälampi är en sjö i kommunen Ilomants i landskapet Norra Karelen i Finland. Den är 3,6 meter djup. Arean är 37 hektar och strandlinjen är 4,7 kilometer lång. Sjön  ingår i Jänisjokis huvudavrinningsområde.   Den ligger omkring 65 kilometer öster om Joensuu och omkring 410 kilometer nordöst om Helsingfors. 